# Vlkonice (Křečovice)
Vlkonice je malá vesnice, část obce Křečovice v okrese Benešov. Nachází se asi 1,5 km na severovýchod od Křečovic. Prochází zde silnice II/105. V roce 2009 zde bylo evidováno 46 adres.
Vlkonice leží v katastrálním území Vlkonice u Neveklova o rozloze 3,08 km².

## Historie
První písemná zmínka o vesnici pochází z roku 1318.
Za druhé světové války se ves stala součástí vojenského cvičiště Zbraní SS Benešov a její obyvatelé se museli 31. prosince 1943 vystěhovat.

## Památky
- Návesní kaple
- U komunikace II/105, která vesnicí prochází, se nalézá torzo kříže. Jedná se o kamenný podstavec s datací 1878, který je reliéfně zdobený motivem kalicha.

## Osobnosti
- Emanuel Zamrazil (1865-?), akademický malíř

## Galerie

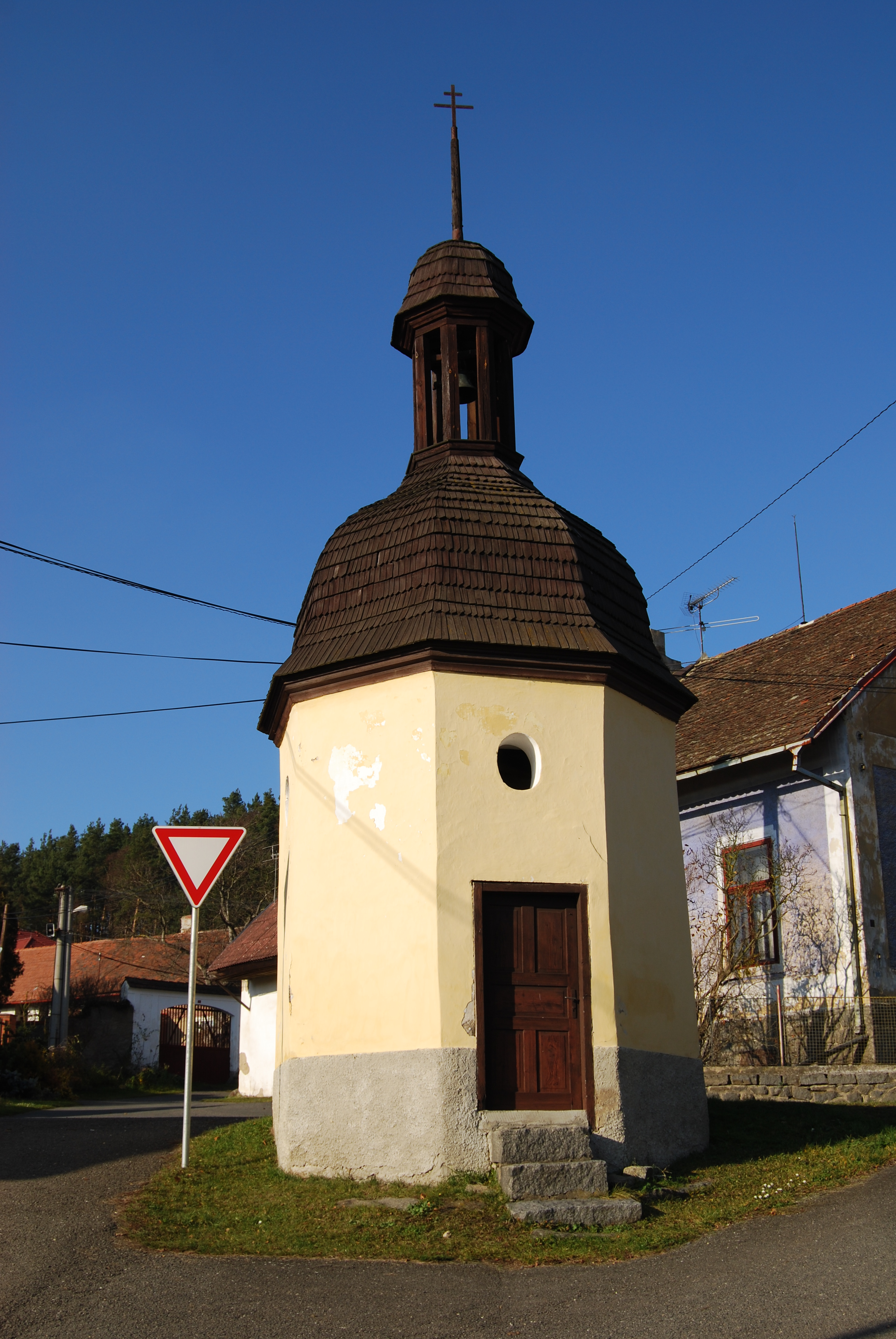
Návesní kaple
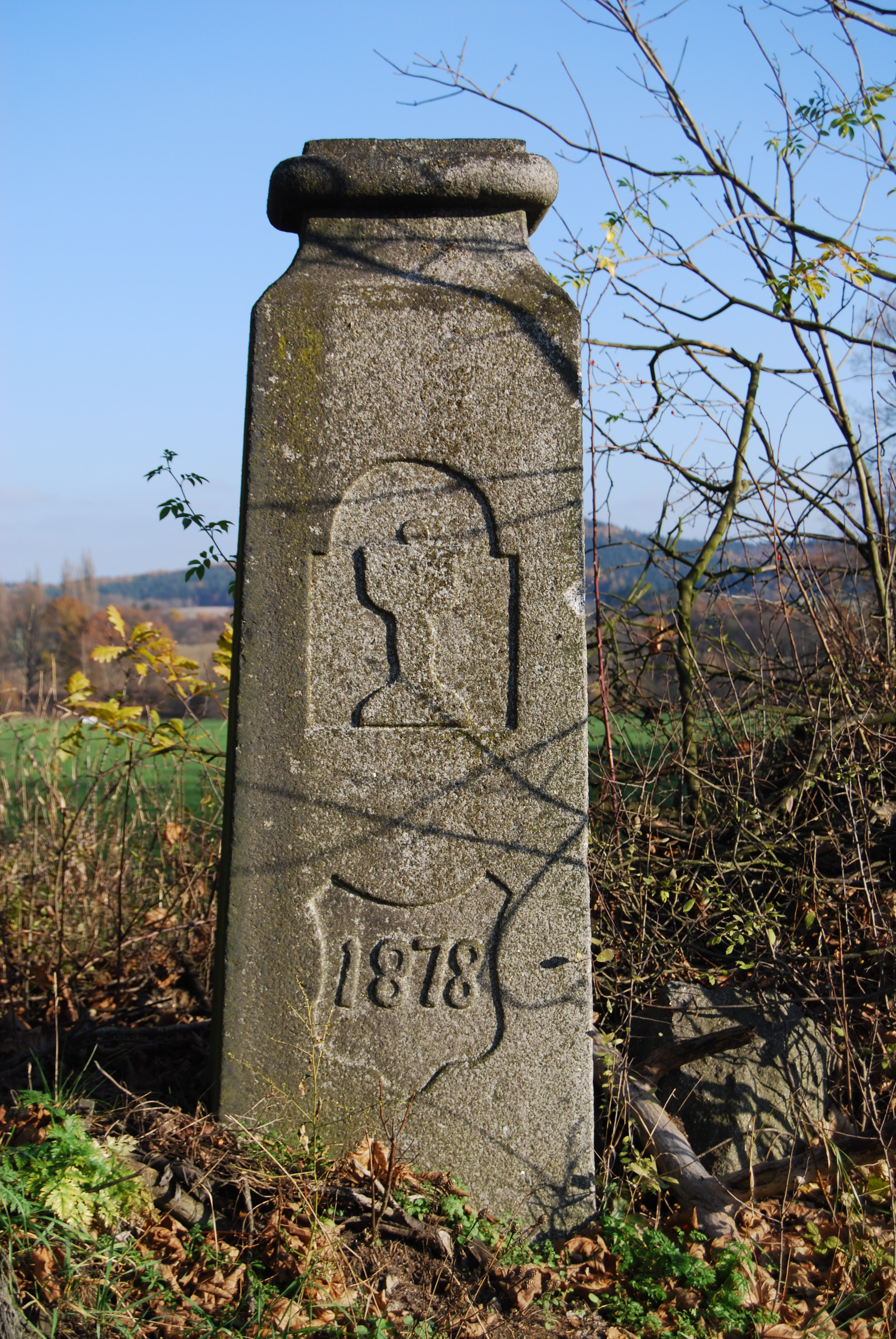
Torzo kříže
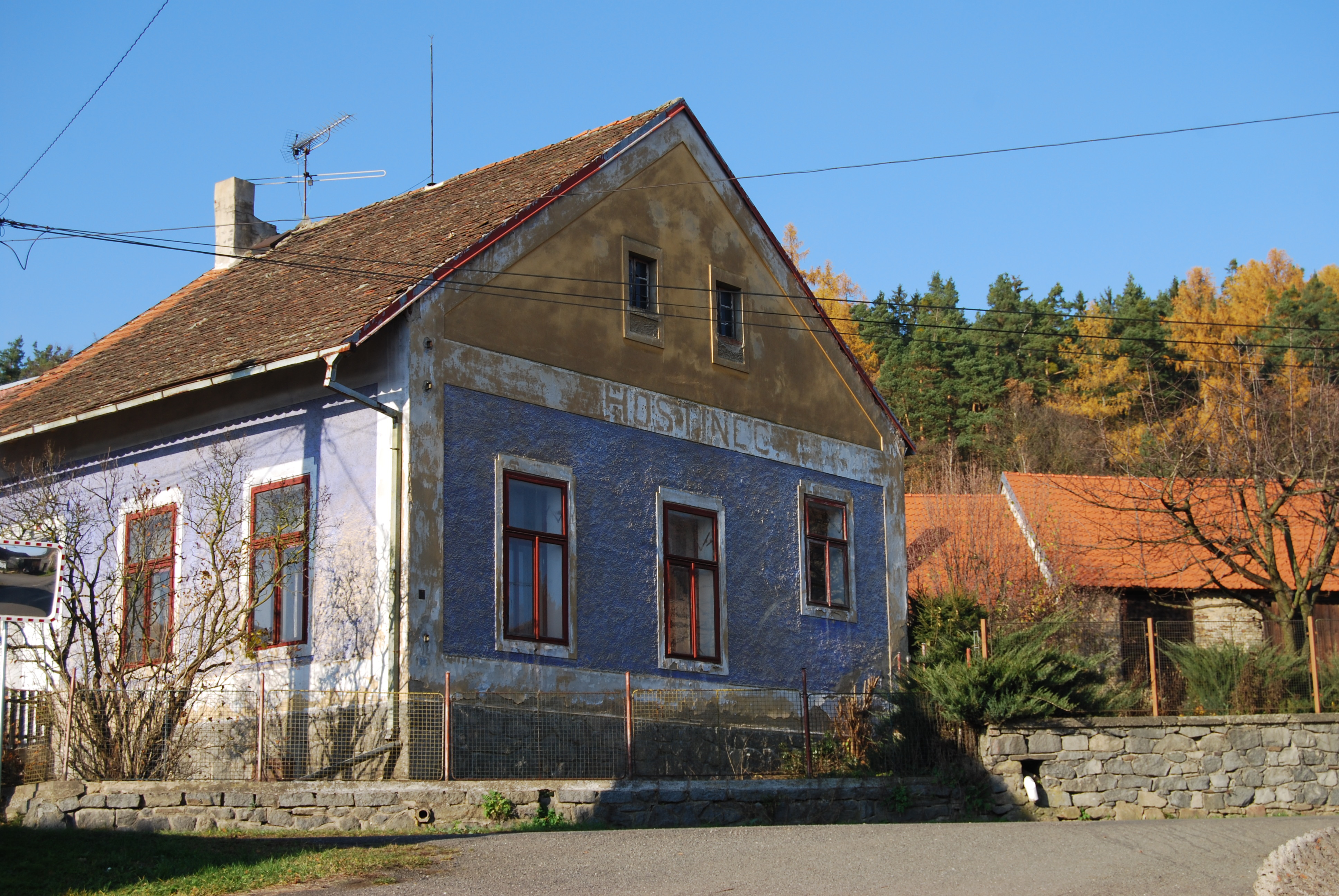
Stavení ve vesnici
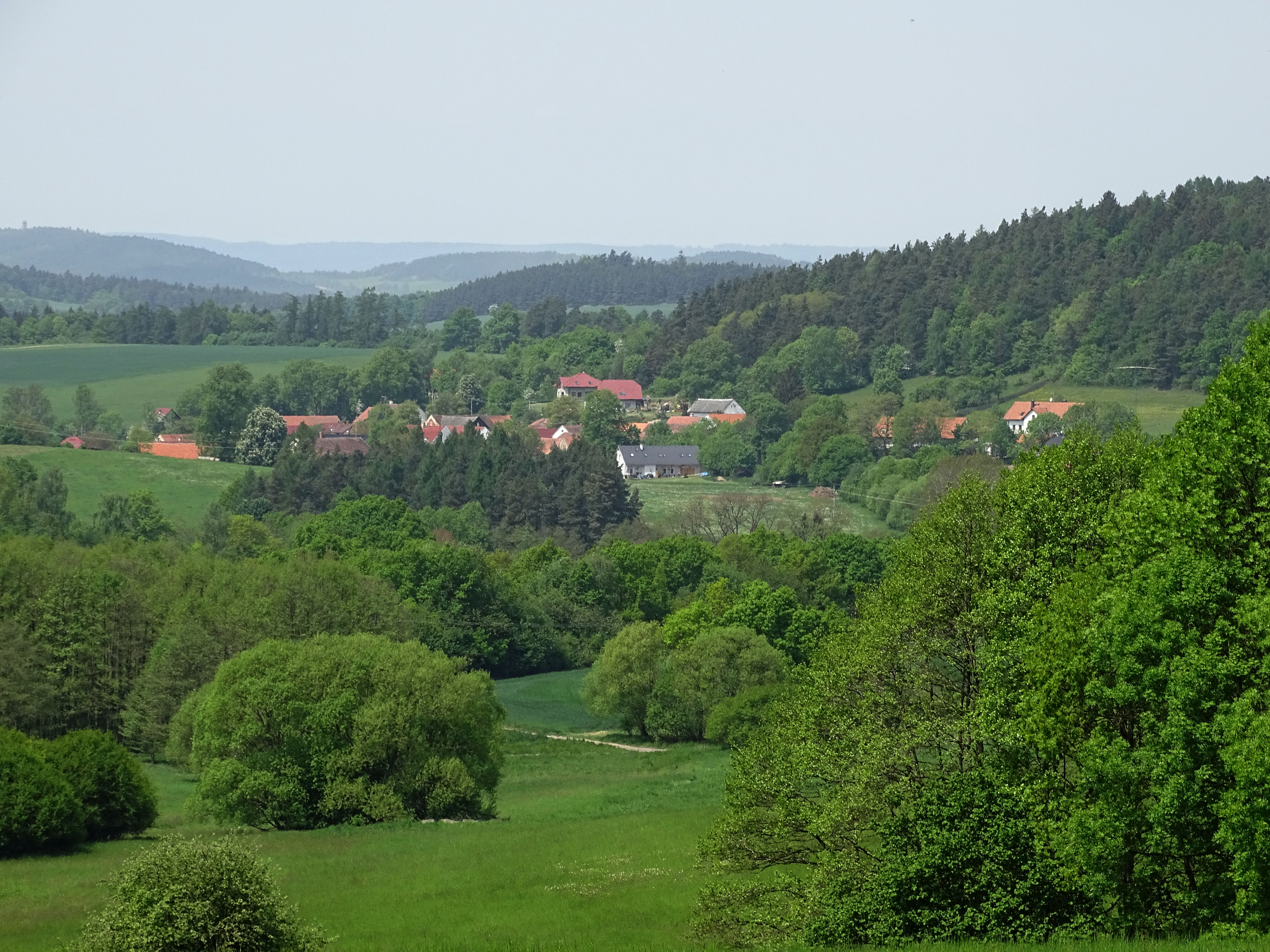
Pohled ze sedla u Dubin